# Voltabarozzo
Voltabarozzo uno rione del comune di Padova.

## Geografia
Voltabarozzo fa parte del quartiere 4 Sud-Est del comune di Padova. Si estende dal Lungargine Sebastiano Ziani e Lungargine Sabbionari fino alle porte settentrionali del comune di Ponte San Nicolò. Comprende le zone di Santa Croce, Sant'Osvaldo, Bassanello, Voltabarozzo.
Il quartiere confina a Nord con il Bassanello, il Lungargine Sebastiano Ziani e Lungargine Sabbionari. A Est con Roncaglia e il Bacchiglione, a Sud con Rio e la frazione di Salboro e a Ovest con Via Pietro Bembo.

### Canale Scaricatore
La costruzione del canale era inserita nel progetto realizzato da Vittorio Fossombroni, che era un illustre ingegnere, e da Pietro Paleocapa. La costruzione risale al 1882 e servì a porre fine alle inondazioni causate dalle piene del fiume Bacchiglione.
Tale corso d'acqua doveva avere la funzione di scaricare le acque del fiume - da cui il nome - fuori dal centro della città di Padova. il progetto contemplava la realizzazione di tre manufatti regolatori, che, in caso di piena del fiume, servivano a deviare l'acqua nello Scaricatore. L'alluvione del 1882 dimostrò che ciò non era sufficiente.

### Conca di navigazione
Il progetto fu rielaborato dall'ingegnere Luigi Gasparini nel 1922. Fu lui a decidere il collegamento del canale al Piovego.
fu così la Conca di Navigazione di voltabarozzo; la conca è ancora oggi in funzione. si tratta di una sorta di ascensore d'acqua, collocato proprio nel punto in cui lo scaricatore si separava dal San Gregorio.
Furono costruiti tre sostegni: all'origine del canale San Gregorio, sull'immissione dello scaricatore nel Roncajette e a Voltabarozzo. quest'ultimo sostegno ha anche un'altra funzione, oltre quella di regolazione delle acque: all'interno si trova la centrale idroelettrica costruita nel 2000 con una potenza installata di 1 MW.
Nei pressi di questi manufatti si trova il Centro modelli idraulici, creato nel 1969 dal Magistrato delle acque di Venezia per gli studi riguardanti la Laguna di Venezia.

## Origine del nome
La prima carta che riprende il territorio de La Volta del Berozzo - cioè la "svolta" della strada costruita nel 1205 - 1212 dal podestà Barozzo del Borgo di Cremona - è di Giovanni Antonio Rizzi Zannoni nella Gran Carta del Padovano risalente al 1776.
Dall'etimologia della parola si deduce che derivi dal fatto che in questo antico borgo, la strada Vecchia, che portava dalla Porta Pontecorvo al Piovese, faceva una svolta.

## Storia
Nel XIII secolo l'insediamento era un piccolo villaggio sotto la giurisdizione della parrocchia di San Lorenzo, chiesa poi distrutta, che sorgeva nelle vicinanze del sotto passaggio San Lorenzo. L'antico territorio di Voltabarozzo ha subito un'importante trasformazione a partire dal XIII secolo, quando i conti da Rio erano proprietari di questa vasta area. 

### Voltabarozzo tra Ottocento e Novecento
Tra il 1835 e il 1836 Padova venne colpita da un'epidemia di colera con 1282 casi, nel 1849 con 890 e nel 1854-55 con 1096.
Il 9 gennaio del 1910 prese il via dal ponte di Voltabarozzo il cross country podistico organizzato dal settimanale il Pedrocchino. Partirono 15 concorrenti, la gara, con arrivo in Prato della Valle, è vinta da Enrico Stefanini del Club Pedestre Ginnastico. Nell'estate del 1911 la Società ciclisti di Voltabarozzo organizza una gara sul percorso Padova-Piove di Sacco e ritorno. Vi partecipano 28 corridori e all'arrivo è primo Guglielmo Zorzi.
I circoli rionali fascisti, poi Gruppi rionali, costituirono l'articolazione del partito fascista a contatto immediato con la popolazione, da cui iniziò la propaganda del regime. Offrivano assistenza e momenti di vita ricreativa, sportiva, culturale e di educazione politica. I Circoli e i Gruppi sono dedicati a eroi della Prima Guerra Mondiale o a personalità del fascismo.

## Monumenti e luoghi di interesse

### Chiesa dei santi Pietro e Paolo

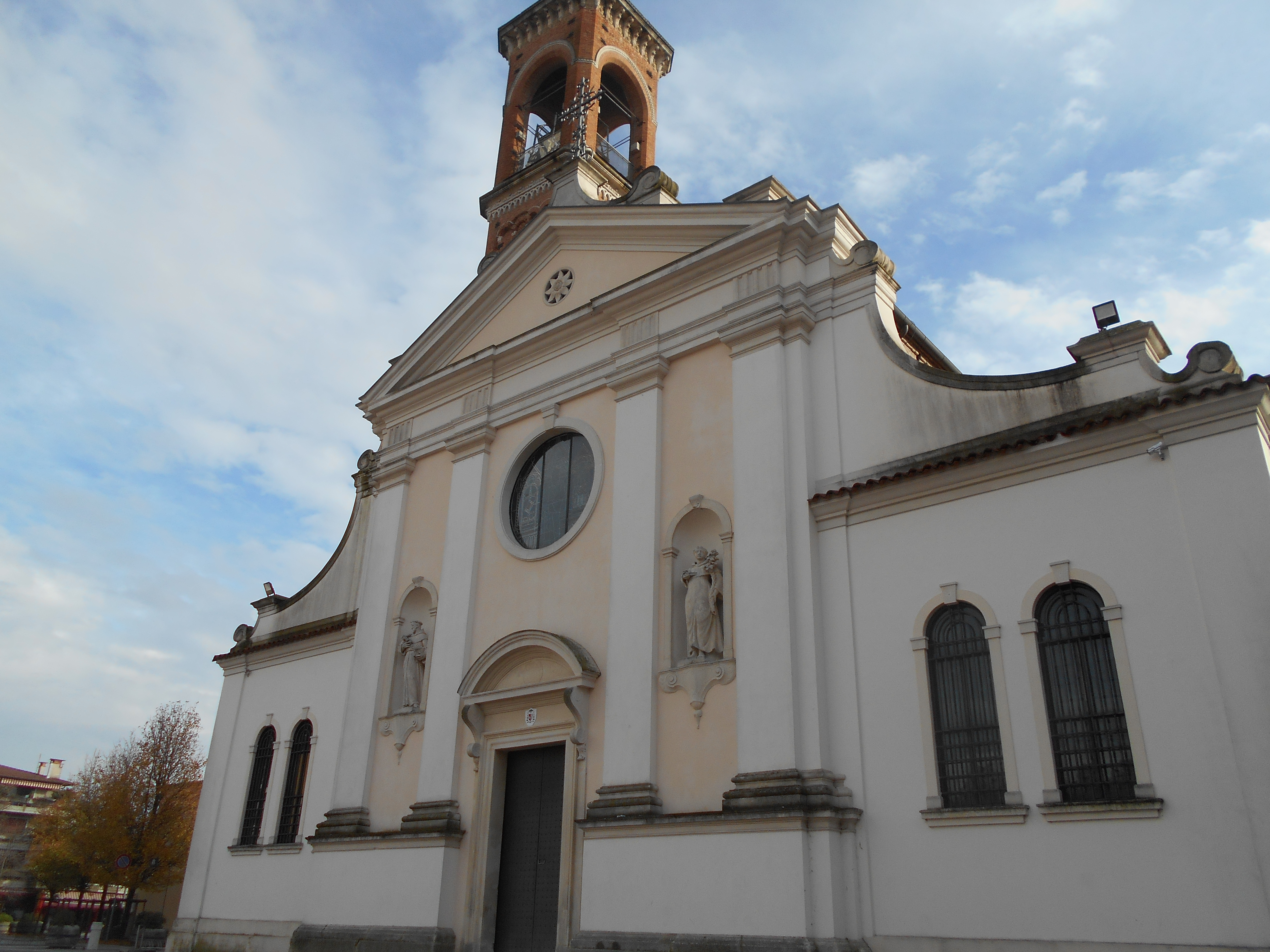
Chiesa dei santi Pietro e Paolo di Voltabarozzo

La chiesa di Voltabarozzo venne costruita il 23 maggio 1310, ma cominciò in realtà a essere officiata il 6 dicembre 1315. Nel maggio 1310 i conti Andrea e Giovanni da Rio si recarono nel palazzo vescovile per proporre di costruire una chiesa dedicata ai santi Pietro e Paolo offrendo in cambio un terreno dove costruire insieme a 14 campi per il mantenimento del sacerdote, e inoltre si offrirono di assicurare: un calice, delle croci, dei paramenti e dei libri sacri per le celebrazioni liturgiche. La richiesta venne accettata dal vicario vescovile ma non potrà avere un cimitero, non potrà seppellire alcun defunto, non potrà udire le confessioni, e ciò potrà avvenire solo in caso di necessità e con l'autorizzazione dei parroci di san Lorenzo. 
Il 2 giugno viene benedetta la prima pietra dal vescovo. Il 16 giugno il prete Simeone (uno dei due titolari della chiesa di San Lorenzo) pone finalmente in opera il cantiere. Il capo cantiere fu Ameto, il progettista Martino Granello di Piove di Sacco il quale progettò una chiesa piccola e modesta. I signori Da Rio, ritrovatisi nuovamente davanti al vicario vescovile sul finire del 1315, concordarono in un futuro autonomo sul territorio parrocchiale; inoltre, il prete e il cappellano che vi faranno residenza potranno dare sepoltura ai loro parrocchiani e dare i sacramenti. Si stabilirono i confini della nuova parrocchia, che comprendeva nove case attorno ad essa più altre case sparse dislocate oltre la torre di un altro ricco proprietario in direzione di Roncaglia, vicino a un fiumiciattolo chiamato Tergola.
In segno di riverenza, i fedeli di Voltabarozzo e i sacerdoti daranno infatti ai preti della vecchia cappella cittadina da cui in passato dipendevano una libbra di incenso e un terzo delle offerte raccolte nella festività di San Lorenzo. Voltabarozzo col suo vasto territorio rimase fino al principio del Novecento la sola parrocchia fuori le mura in tutta la zona sud orientale di Padova.
Nel 1795 la chiesa viene rifatta in stile classico e nel 1928 viene ampliata dall'architetto Vincenzo Bonato con l'aggiunta delle navate laterali.
Gli affreschi presenti nella chiesa sono Apoteosi San Pietro e Spirito santo con angeli. Il primo affresco si trova al centro della navata centrale ed è un'opera tipicamente barocca. Adiacenti ai lati superiori e inferiori dell'affresco sono raffigurate con posizioni iconografiche i legni del martirio di San Pietro e i simboli papali ed ecclesiastici. In origine i dipinti dovrebbero essere stati quattro, infatti il tema iconografico è incompleto mancando L'Evangelista Giovanni. Mentre le prime due tele sono poste in chiesa rispettivamente sopra la porta della cappellina e sopra la porta della sagrestia. L'Immacolata, di autore ignoto, è un fine dipinto di piccole dimensioni, quindi si presume che per esso fosse stata prevista collocazione particolare, quasi privata; lo stile è settecentesco.

### Parco dei Faggi
Il parco dei Faggi ha origine nel 1862, anno in cui il conte Leopoldo Ferri - proprietario di Villa Giulietta situata nel fondo agricolo di Voltabarozzo - arricchisce l'ampio giardino all'inglese che circonda la residenza compiendo un gesto d'amore per la sua sposa Annetta, giovane donna della nobiltà ungherese dei baroni Wodianer von Kapriota di Budapest.
Per il quartiere di Voltabarozzo e la città di Padova è una presenza rilevante dal punto di vista storico, monumentale e naturalistico. Il giardino ha una superficie di circa 23000 m² e al suo interno sono stati collocati elementi decorativi di pregio come il pozzo, una piccola fontana, vecchi muretti e ha una biodiversità molto elevata. 
Deve il suo nome alla presenza di alcuni esemplari di faggio, tra cui uno secolare, Fagus sylvatica asplenifolia (faggio a foglia di felce). Sono presenti inoltre numerose varietà di alberi e arbusti tra cui abeti, bossi, rosai, tassi, bamboo, semi sequoia e specie esotiche.
- Il faggio è un genere di pianta originaria dell'Europa, America, Giappone e Cina;
- Il tasso è un genere della famiglia delle Taxaceae (Conifere) che comprende specie di alberi e arbusti sempreverdi dai 5 ai 25 m, originarie dell'emisfero boreale;
- L'abete è un genere comprendente 48 specie di conifere sempreverdi della famiglia delle pinacee, è originario delle zone di clima boreale dell'Europa, dalle Alpi Marittime attraverso l'Europa centro-settentrionale fino agli Urali;
- Le Rosacee sono una famiglia di Angiosperme cosmopolita comprendente poco meno di 5000 specie in 91 generi di erbe, arbusti e alberi, tra cui moltissime di grande importanza per l'economia umana (es. alimentari, ornamentali, medicinali, foraggere e industriali) dell'Asia e dell'Europa;
- Il Bosso è un genere appartenente alla famiglia delle Buxaceae; è un arbusto cespuglioso sempreverde, ramoso compatto con fusto, rami e legno giallastri. Si trova spontaneo in luoghi rocciosi, aridi anche calcarei, in Europa, Asia e Africa.
- Il bamboo è una tribù di piante spermatofite monocotiledoni appartenente alla famiglia delle Poaceae (ex Graminaceae) e sottofamiglia Bambusoideae.
- Le palme sono una famiglia di piante monocotiledoni appartenenti all'ordine Arecales, diffuse per la maggior parte nei climi tropicale e subtropicale

### Villa Ferri Treves De' Bonfili-Rignano Sgaravatti

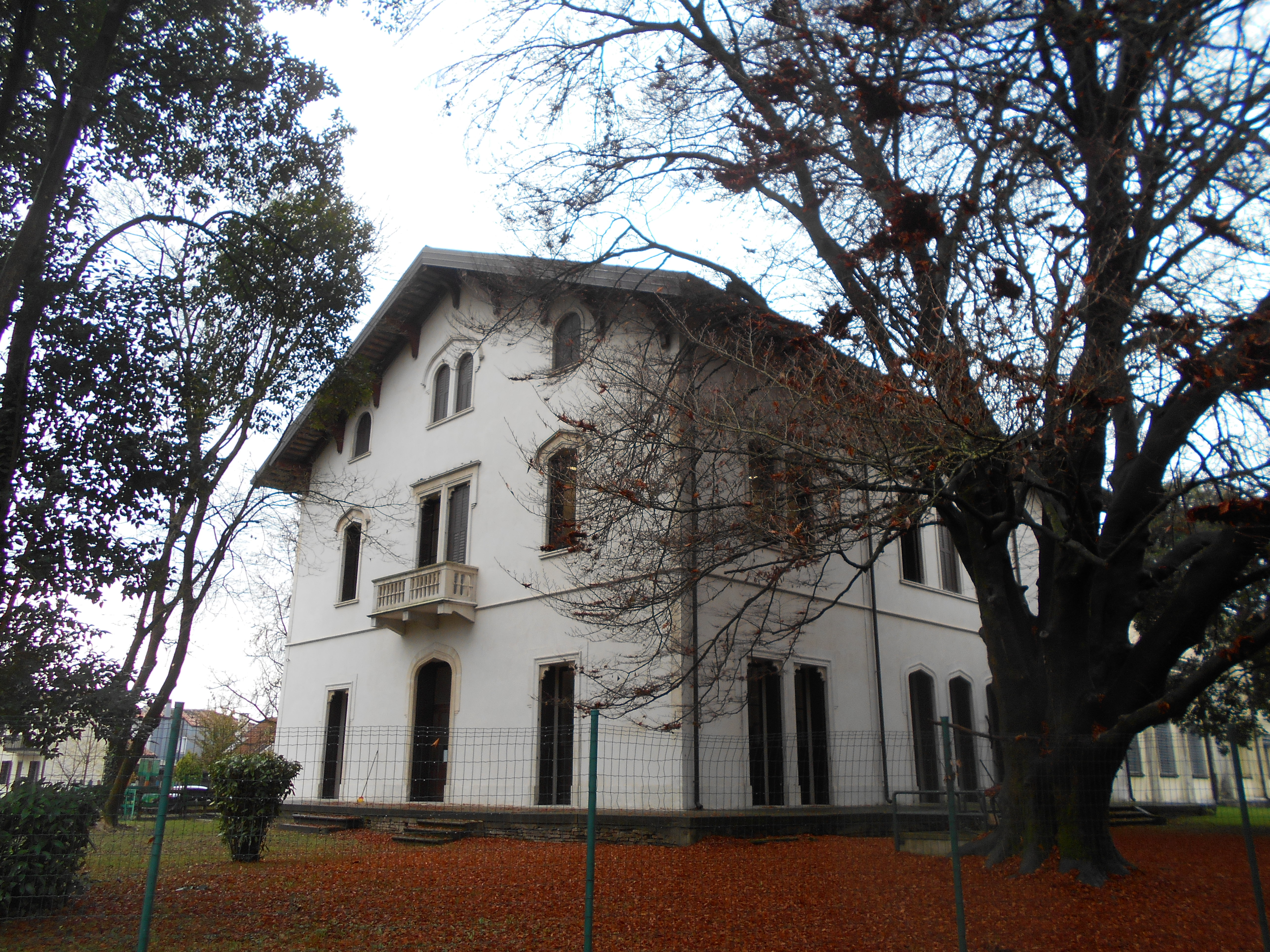
La villa vista dal parco con a fianco il faggio secolare

Villa Ferri Treves De' Bonfili-Rignano Sgaravatti, di notevole valore storico e artistico, è adibita a sede scolastica.
Venne costruita come residenza di villeggiatura a cavallo di due secoli (XVIII – XIX) per volontà del suo proprietario Andrea Cittadella.
Dalla grande carta del padovano di Giovanni Antonio Rizzi Zannoni (1780) e della mappa del catasto napoleonico (1811) risulta l'esistenza di questa villa veneta. Andrea abitava in città e l'aveva costruita come casa di villeggiatura. Nel 1840 ne divenne proprietaria Luigia Verardi che nel 17 dicembre del 1855 sottoscrisse l'atto di compravendita dell'intera proprietà al conte Leopoldo Ferri. I Ferri abitavano vicino alla Basilica del Santo.
Tale casa con il suo giardino annesso passò in seguito di proprietà in proprietà, fino ad essere acquisita nel 1970 dal Comune di Padova.

## Cultura

### Scuole
Le scuole pubbliche del quartiere fanno parte dell'VIII Istituto Comprensivo di Padova:
- Scuola secondaria di primo grado "Luigi Stefanini"
- Scuola primaria "Ippolito Nievo"

Altre scuole:
- Scuola materna non statale "Ferrante Aporti"
- Asilo nido "Lo scarabocchio".

### Scuola secondaria di primo grado “Luigi Stefanini"

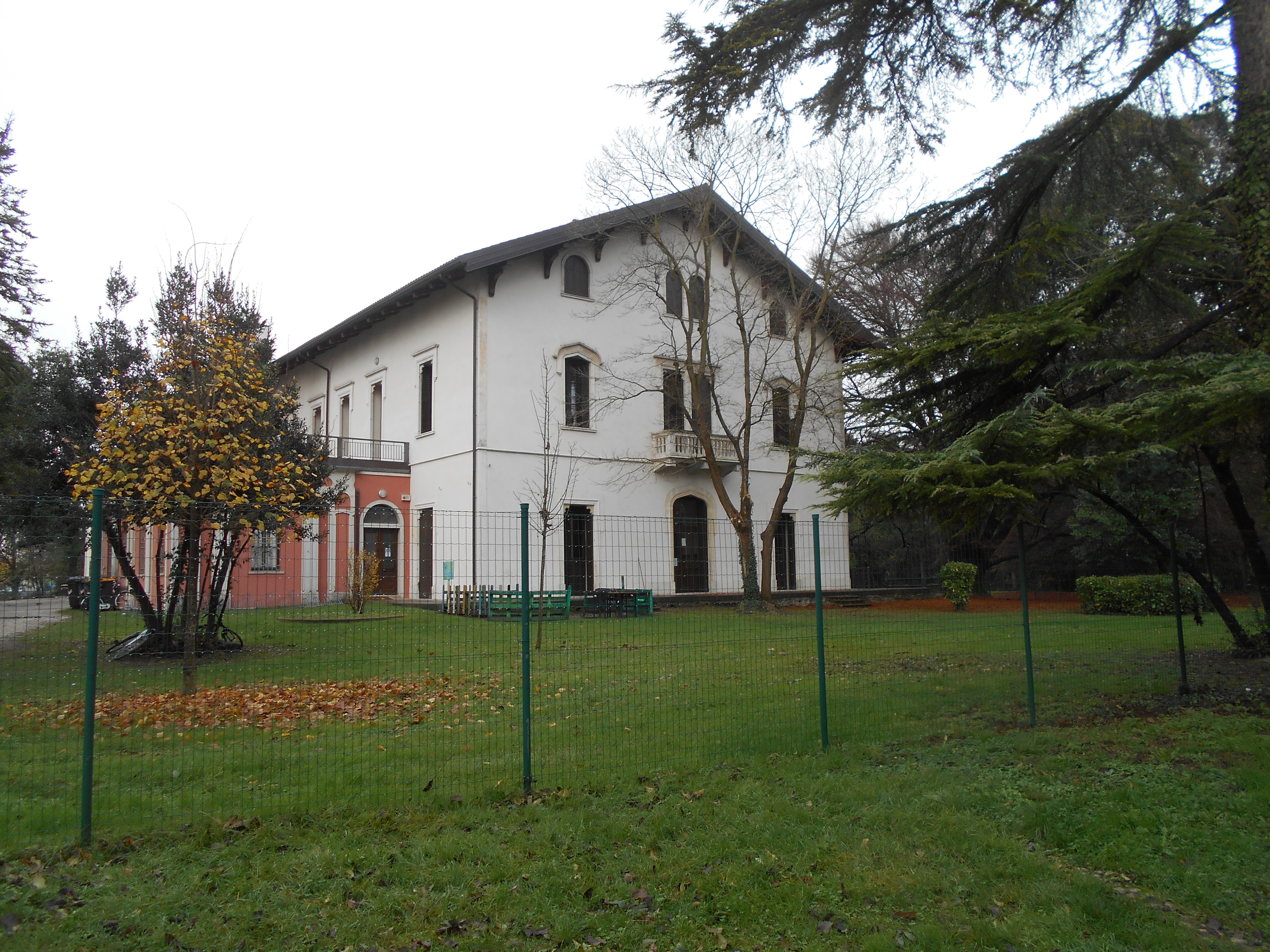
La villa sede della scuola Stefanini

La sede scolastica, già Villa Ferri Treves De' Bonfili-Rignano Sgaravatti, di notevole interesse storico e artistico, è stata intitolata al filosofo e pedagogista Luigi Stefanini (Treviso, 1891 – Padova, 1956).

#### Villa Giulietta
Nel 1860 Leopoldo Ferri costruì una grande villa (l'attuale Scuola Stefanini) immersa in un grande parco (Parco dei Faggi) dedicata a Giulia Facchini, sua madre. Nel 1861 sposò Anna, una nobile ungherese. La villa è caratterizzata da uno stile romantico molto diffuso in quegli anni nell'Europa centrale. Vengono, infatti, utilizzati disegni con riferimenti neobizantini e neoromantici; la facciata principale non è rivolta verso sud, come nelle ville venete, ma verso nord, privilegiando così l'affaccio verso il parco-giardino, il quale nasce con la villa e costeggia via Piovese. 
Nell'angolo nord-ovest della facciata vi è il grande stemma in pietra con raffigurate le insegne delle tre famiglie che hanno segnato la vita del Conte Leopoldo: la famiglia Zabarella (fascia con tre stelle); la famiglia Waldner (immagine del pellicano); la famiglia Facchini (zampa d'aquila o di gallo). Tali stemmi sono richiamati anche nei soffitti delle sale del piano terra, decorati con dipinti fastosi con disegni floreali e geometrici assieme allo stemma della famiglia Ferri e della casa d'Austria.
Nel 1902 la casa venne venduta alla baronessa Vittoria Treves dei Bonfili che ci abiterà, assieme al marito Alberto Rignano, per circa 25 anni. In questo periodo la villa venne ampliata verso sud, in stile Liberty in accordo con la moda del periodo. Nel 1927 la villa e il parco vennero acquistate dal commendatore Vittorio Sgaravatti, che oltre a dimorarvi ne fece anche la sede della ditta “Società Sgaravatti Sementi”. Subito dopo l'acquisto venne costruito un nuovo edificio, la semenzaia (l'attuale scuola primaria). A causa di cattivi investimenti nel 1969 la società fallì e nella procedura fallimentare si inserì il Comune di Padova che acquista gli immobili nel 1970.
La villa ospita la scuola primaria "Ippolito Nievo" e la scuola secondaria di primo grado "Luigi Stefanini". 

#### Restauro della scuola
I restauri dell'edificio scolastico iniziarono nel 2009 e finirono nell'aprile 2013; la villa si trovava in gravi condizioni: il tetto aveva molte infiltrazioni, alcuni controsoffitti cadevano; nel primo piano le parti lignee erano deteriorate e non le si è potute salvare; l'intonaco era fortemente danneggiato.
Gli interventi strutturali hanno interessato il solaio del secondo piano e la struttura di copertura, per garantire sia la capacità portante sia il miglioramento sismico dell'edificio. Per la copertura si sono aumentate le capacità portanti delle travi. Invece le mensole sono state trattate con protesi lignee, inoltre sono state inserite in opera staffe metalliche.
Gli stucchi di Villa Ferri sono in gesso e hanno consentito di svolgere il lavoro più velocemente, ma data la sua consistenza porosa non è adatto agli ambienti umidi e agli sbalzi termici, per questo la maggior parte degli stucchi di Villa Ferri sono ceduti e si è dovuto provvedere al loro restauro.

#### Arco Tudor
L'arco Tudor è basso e ampio e rappresenta lo stile inglese,è a punta e schiacciato.
A Villa Ferri è bicentrico con i 2 raccordi superiori retti;viene detto anche arco parabolico perché può sostenere un peso di 1500 kg per metro lineare.Le porte del piano terra sono rivestite con impalcature di radica di noce, nella parte interna, mentre quella esterna è rivestita in lastronatura di noce.
Il restauro delle decorazioni delle pareti sono riferite alla seconda metà del XX secolo e realizzate con calce e tempera.

#### Stemma della famiglia Ferri

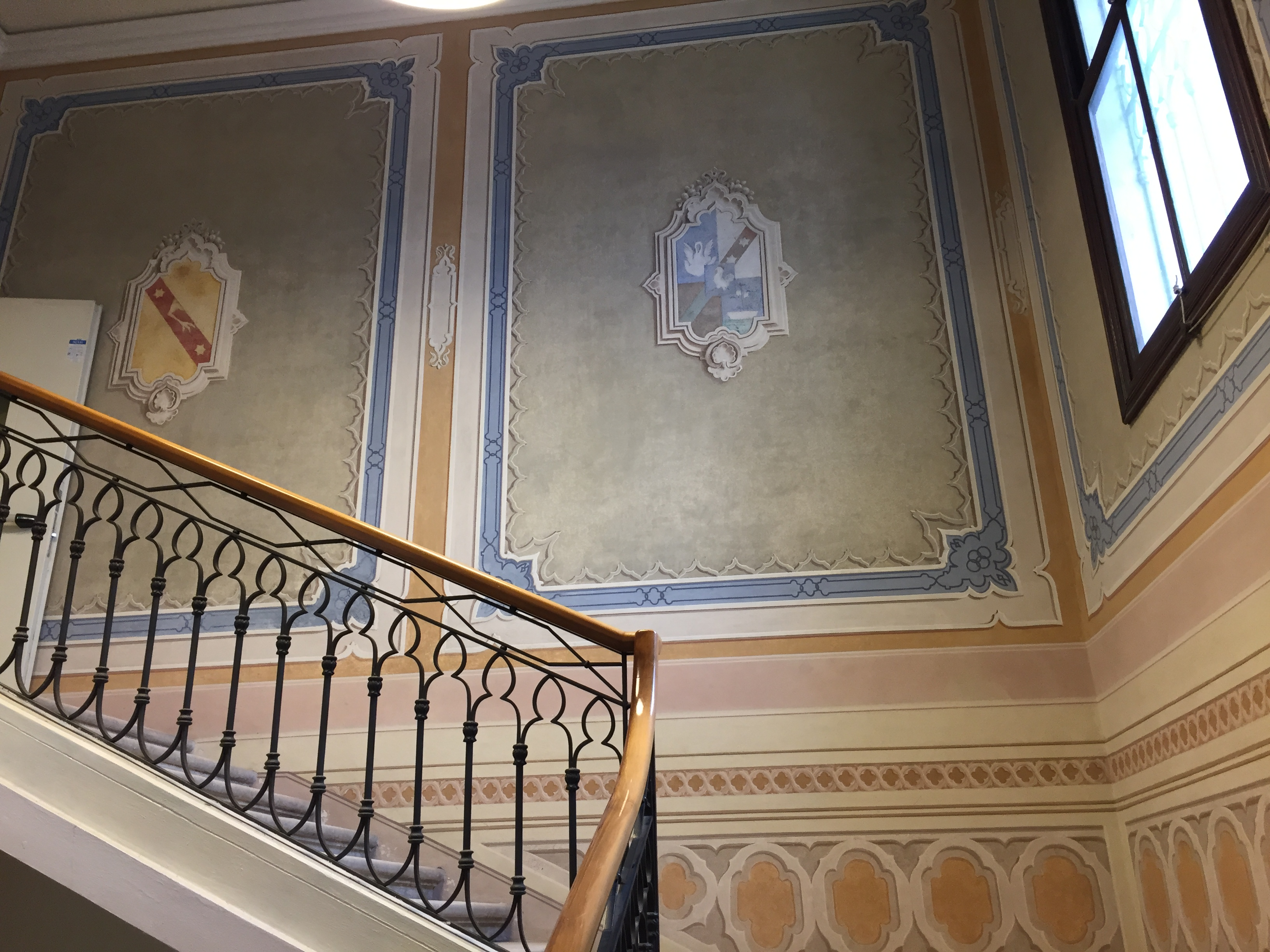
Stemmi delle famiglie nella decorazione degli interni della villa

Lo stemma era appartenente al nobile consiglio della città di Padova fino dal secolo XVI, fu decorata del titolo comitale nella persona di Pellegrino Ferri da Federico IV re di Danimarca nel 1709; titolo che fu riconosciuto dalla Repubblica Veneta nel 1710 e confermato da Francesco I imperatore d'Austria nel 1819.

#### Stemma Nobiliare con Aquila Asburgica
In questo stemma compare l'aquila bicipite nera con le ali aperte, tipica degli Asburgo che contiene un altro scudo, diviso in quattro parti. Sopra lo scudo c'è la scritta S.P.Q.R. [ simbolo di Roma e poi del Sacro Romano Impero, dal quale la corona d'Austria si riteneva erede].